# Joseph Pémartin
Pour les articles homonymes, voir Pémartin.
Joseph Pémartin, né le 19 janvier 1754 à Oloron et mort dans la même ville le 25 novembre 1842, est un homme politique français de la Révolution, du Premier Empire et de la Restauration. Il est député du Béarn aux États généraux de 1789 puis député des Basses-Pyrénées sans interruption de 1792 à 1815. Il préside au cours de cette période la Corps législatif pendant deux semaines en 1802.

## Biographie
Fils de l'avocat Jean-Pierre Pémartin, Joseph Pémartin nait à Oloron le 19 janvier 1754 et s'engage dans la carrière d'avocat.
En 1789, il est élu député du Tiers état pour le Béarn et adhère à la majorité réformatrice.
En septembre 1792, Joseph Pémartin est élu député des Basses-Pyrénées à la Convention nationale, 4e sur six, par 281 voix sur 457 votants. Lors du procès de Louis XVI, il vote contre l'appel au peuple, pour la réclusion du roi et pour le sursis. Favorable à la réaction thermidorienne, il est secrétaire de la convention nationale en l'an III et siège au Comité de sûreté générale du 15 ventôse an III à la dissolution de la Convention. En cette qualité, il pousse la Convention à prendre des mesures contre les insurgés de germinal, obtient la mise en jugement de Jean-Nicolas Pache et de Jean-Baptiste Bouchotte, mais échoue à obtenir celle de Gaspard-Jean-Joseph Lesage-Sénault et de Jean Guillaume Taillefer.
En l'an IV, il est élu au Conseil des Cinq-Cents par huit département et choisit les Basses-Pyrénées. Il maintient sa ligne politique et est réélu le 26 germinal an VII.
Favorable au coup d'État du 18 brumaire, il est désigné le 4 nivôse an VIII par le Sénat conservateur pour représenter les Basses-Pyrénées au Corps législatif. Secrétaire de cette assemblée du 1er au 16 frimaire an IX (22 novembre au 7 décembre 1800), il accède à sa présidence entre le 21 janvier et le 5 février 1802 et occupe deux fois la charge de vice-président, en nivôse an XII et décembre 1809. Sa présidence n'est ponctuée d'aucun évènement remarquable. Lors de l'annonce de la paix d'Amiens, Joseph Pémartin est désigné pour conduire la députation envoyé par le corps législatif pour féliciter le premier Consul. Alors que le Tribunat évoque dans son message la possibilité du consulat à vie, Pémartin s'abstient de faire référence à une quelconque modification de la Constitution. Réélu le 2 fructidor an XII et le 10 août 1810, il siège jusqu'à la fin de l'Empire et vote la déchéance de Napoléon le 3 avril 1814,.
Il quitte la vie parlementaire au retour de Napoléon et occupe, pendant les Cent-Jours, le poste de sous-préfet d'Oloron,. Il rentre ensuite dans la vie privée et en sort brièvement en 1830 pour reprendre la charge de sous-préfet d'Oloron. Il meurt à Oloron le 25 novembre 1842,.

## Distinctions
Le 1er avril 1809, Joseph Pémartin est fait chevalier de l'Empire.
Membre de la Légion d'honneur depuis le 26 novembre 1803, il est fait officier de cet ordre à la Restauration, le 9 janvier 1815.